# Jan Paul van Hecke
Jan Paul van Hecke (* 8. Juni 2000 in Arnemuiden) ist ein niederländischer Fußballspieler, der aktuell bei Brighton & Hove Albion unter Vertrag steht.

## Karriere
Jan Paul van Hecke begann seine fußballerische Ausbildung bei der VV Arnemuiden. Über die JVOZ und VV GOES wechselte er im Sommer 2018 in die U19-Mannschaft der NAC Breda. Am 16. August 2019 (2. Spieltag) debütierte er beim 5:1-Heimsieg gegen Helmond Sport in der zweithöchsten niederländischen Spielklasse, als er in der 77. Spielminute für Nacho Monsalve eingewechselt wurde. Anschließend spielte er in der U21, wo er als äußerst torgefährlicher Innenverteidiger für Aufsehen sorgen konnte. Der Durchbruch in die Startformation der ersten Mannschaft gelang ihm zum Jahreswechsel der Saison 2019/20. Seinen ersten Treffer erzielte er am 31. Januar 2020 (24. Spieltag) beim 2:2-Unentschieden gegen Excelsior Rotterdam. In dieser Spielzeit kam er auf elf Ligaeinsätze, in denen er drei Tore erzielte.
Am 10. September 2020 wechselte van Hecke zum englischen Erstligisten Brighton & Hove Albion, wo er einen Dreijahresvertrag unterzeichnete. Acht Tage später wurde er für die gesamte Saison 2020/21 zum Ehrendivisionär SC Heerenveen verliehen. Sein Debüt absolvierte er am 19. September 2020 (2. Spieltag) beim 3:1-Auswärtssieg gegen Fortuna Sittard. Am 1. November 2020 (7. Spieltag) erzielte er beim 4:1-Auswärtssieg gegen Sparta Rotterdam sein erstes Ligator. Insgesamt bestritt er für Heerenveen 28 von 33 möglichen Ligaspielen, in denen er ein Tor schoss, sowie drei Pokalspiele.
Mit Ende der Ausleihe kehrte er zur neuen Saison in den Kader von Brighton & Hove zurück. Ohne dass er ein Spiel für Brighton bestritten hatte, wurde er Ende August 2021 für den Rest der Saison an Blackburn Rovers in der zweiten englischen Liga verliehen.
Anfang Juni 2022 absolvierte van Hecke gegen Moldau (3:0) und Gibraltar (6:0) seine ersten zwei Länderspiele für die niederländische U21-Auswahl. Mit dem Team nahm er im Sommer 2023 an der U21-Europameisterschaft teil und bestritt dort drei Gruppenspiele, ehe die Mannschaft aus dem Turnier ausschied.

## Persönliches
Jan Paul van Hecke ist der Neffe von Jan Poortvliet, der als Abwehrspieler bei der PSV Eindhoven spielte und mit der niederländischen Nationalmannschaft bei der Weltmeisterschaft 1978 in Argentinien Vizeweltmeister wurde.